# مؤسسه مرکزی اروهایروداینامیکس

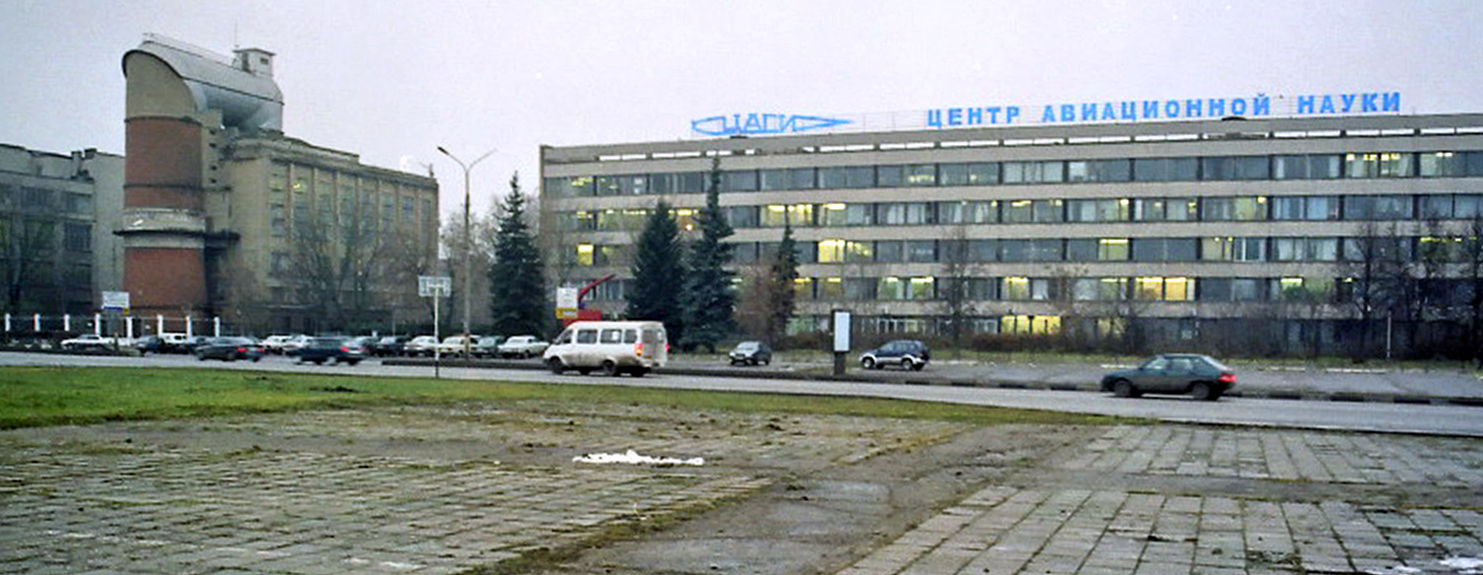
مؤسسه مرکزی اروهایروداینامیکس در سال ۱۹۴۱

مؤسسه مرکزی اروهایروداینامیکس (روسی: Центра́льный аэрогидродинами́ческий институ́т, ЦАГИ) شرکت دولتی هوافضای روس است، که در سال ۱۹۱۸ توسط نیکولای ژوکوفسکی تأسیس شد.